# Mont Hiru
Le mont Hiru (蛭ヶ岳 Hiru-ga-take) est le point culminant des monts Tanzawa avec une altitude de 1 673 mètres.